# Rambousekiella ledenikensis
Rambousekiella ledenikensis is een keversoort uit de familie loopkevers (Carabidae). De wetenschappelijke naam van de soort is voor het eerst geldig gepubliceerd in 1924 door Knirsch.